# El camino a casa
El camino a casa (en chino tradicional, 我的父親母親; en chino simplificado, 我的父亲母亲; pinyin, wǒde fùqin mǔqin) es una película china de 1999, dirigida por Zhang Yimou y basada en una novela de Bao Shi, también autor del guion. Supuso el debut cinematográfico de su protagonista, la actriz china Zhang Ziyi.

## Sinopsis
Tras la muerte de su padre, Luo Yusheng regresa a su pueblo natal. Su madre desea que las tradiciones funerarias sean respetadas, lo que implica que el ataúd sea llevado hasta el pueblo cargado por un grupo de porteadores, a pie. Sin embargo, casi todos los jóvenes se han marchado a la ciudad y no hay suficientes hombres como para realizar esa tarea, por lo que el alcalde trata de convencer a la viuda para transportar el cuerpo con la ayuda de un tractor. En ese contexto, Luo Yusheng rememora la historia de cómo se conocieron y enamoraron sus padres, cuando ella era una joven de dieciocho años y él llegó al pueblo como nuevo maestro.

## Premios
La película recibió críticas positivas. Las alabanzas fueron especialmente al estilo visual de la película y a la actuación de la actriz Zhang Ziyi, en su debut cinematográfico.
Golden Rooster Awards (China Film Association)
- Mejor Director (Zhang Yimou) 2000
- Mejor Dirección artística (Cao Juiping) 2000

Hundred Flowers Awards (China Film Association)
- Mejor Película 2000
- Mejor Actriz 2000 (Zhang Ziyi)

Festival de Cine de Berlín
- Oso de Plata- Gran Premio del Jurado 2000

Festival de Cine de Sundance
- Premio del Público (Internacional) 2001